# Rafe Esquith
Rafe Esquith ist ein mehrfach ausgezeichneter Lehrer.

## Leben
Esquith studierte an der University of California, Los Angeles. Er unterrichtet seit 1984 an der Hobart Boulevard Elementary School in Los Angeles (Kalifornien). Dort sind viele Schüler aus bildungsfernen Elternhäusern und mit Migrationshintergrund, 92 % der Schüler dort leben unterhalb der Armutsgrenze. Alle seine Schüler sind Nicht-Muttersprachler.
Seine Schüler führen jedes Jahr Shakespearestücke auf, u. a. in der Royal Shakespeare Company, im Globe Theatre und im Ahmanson Theatre. 2005 wurde darüber der Dokumentarfilm „The Hobart Shakespeareans“ gedreht.

## Auszeichnungen
- 1992:  Disney National Outstanding Teacher of the Year Award
- Sigma Beta Delta Fellowship der Johns Hopkins University
- Oprah Winfreys mit 100.000 US-Dollar dotierter Use Your Life Award
- Parents Magazine’s As You Grow Award
- 2003: National Medal of Arts
- Member of the Order of the British Empire (MBE) (Ehrenmitglied)
- Compassion in Action Award des Dalai Lama

## Veröffentlichungen
- There Are No Shortcuts (2003)  ISBN 0-375-42202-1 – published in 2003, this book is a required reading for EDCI 205 (Exploring Teaching as a Career) at Purdue University.
- Teach Like Your Hair's on Fire (2007)  ISBN 0-670-03815-6
- Lighting Their Fires: Raising Extraordinary Children in a Mixed-up, Muddled-up, Shook-up World (2009; ISBN 0-670-02108-3) – a slim (208-page) book is addressed to parents but organized around a class trip to Dodger Stadium, with sections revolving around concepts including Punctuality, Focus, Decision Making, Taking Pride in What You Do, Selflessness, Humility, Patience, and Teaching Kids to Grow.
- Real Talk for Real Teachers: Advice for Teachers from Rookies to Veterans: "No Retreat, No Surrender!" (2013; ISBN 978-0-670-01464-4)